# Ludwig Rotter
Ludwig (Louis, Luis) Rotter, född den 6 september 1810 i Wien, död där den 5 april 1895, var en österrikisk organist och kompositör. 
Redan tidigt visade sig hans musikaliska talang. Understödd av sin far, Dr. jur. Josef Rotter, fick han undervisning i piano-, violin- och orgelspel. Dessutom började han komponera och studerade harmonilära och kontrapunkt. Efter avslutad utbildning började han själv undervisa och blev tack vare sin improvisationskonst även efterfrågad som ackompanjatör. 
Slutligen mottog han anställning som organist vid Kirche am Hof och ägnade sig därefter åt kyrkomusiken. År 1843 blev han professor vid Wiener Kirchenmusikverein, 1845 kördirigent och kapellmästare. Från 1858 var han medlem av hovkapellet, 1862 blev han hovorganist, 1870 vice hovkapellmästare. Detta ämbete innehade han, tills han på grund av tilltagande hörselproblem ansökte om pension.
Jämte några mindre verk för violin och cello, orgel och piano (och en fyrhändig pianosonat) författade han huvudsakligen sakrala verk, som mässor, gradualer, offertoriet, rekvier med mera, flera av dem för stor besättning. Dessutom publicerade han en harmonilära under titeln Harmonologie.